# Othelia Orlando
Othelia Mandarinea Orlando, född 20 december 1892 i Borås, död 25 augusti 1989, var en svensk cirkusprimadonna och ryttare.
Othelia Orlando utbildade sig till cirkusartist och blev med tiden en framstående skolryttarinna. 1920 tillträdde hennes pappa Henning Orlando tillsammans med henne och ett stort antal hästar ett förmånligt engagemang vid den nystartade Bertram Mills Circus i London. Detta blev upptakten till en lång utlandsturné som ledde till olika cirkusar i Belgien, Tyskland, Holland, Frankrike, Spanien och Portugal samt som höjdpunkt den stora Hippodrome Theatre i New York. Hon är begravd på Fosie kyrkogård i Malmö.